# Deadlock II: Shrine Wars
Deadlock II: Shrine Wars est un jeu vidéo 4X de stratégie au tour par tour développé par Cyberlore Studios, sorti en 1998 sur PC (Windows). C'est la suite de Deadlock: Planetary Conquest.

## Accueil
| Deadlock II: Shrine Wars |      |       |
| Média                    | Pays | Notes |
| Computer Gaming World    | US   | 2/5   |
| GameSpot                 | US   | 72 %  |
| Gen4                     | FR   | 1/6   |
| Joystick                 | FR   | 76 %  |